# Uber

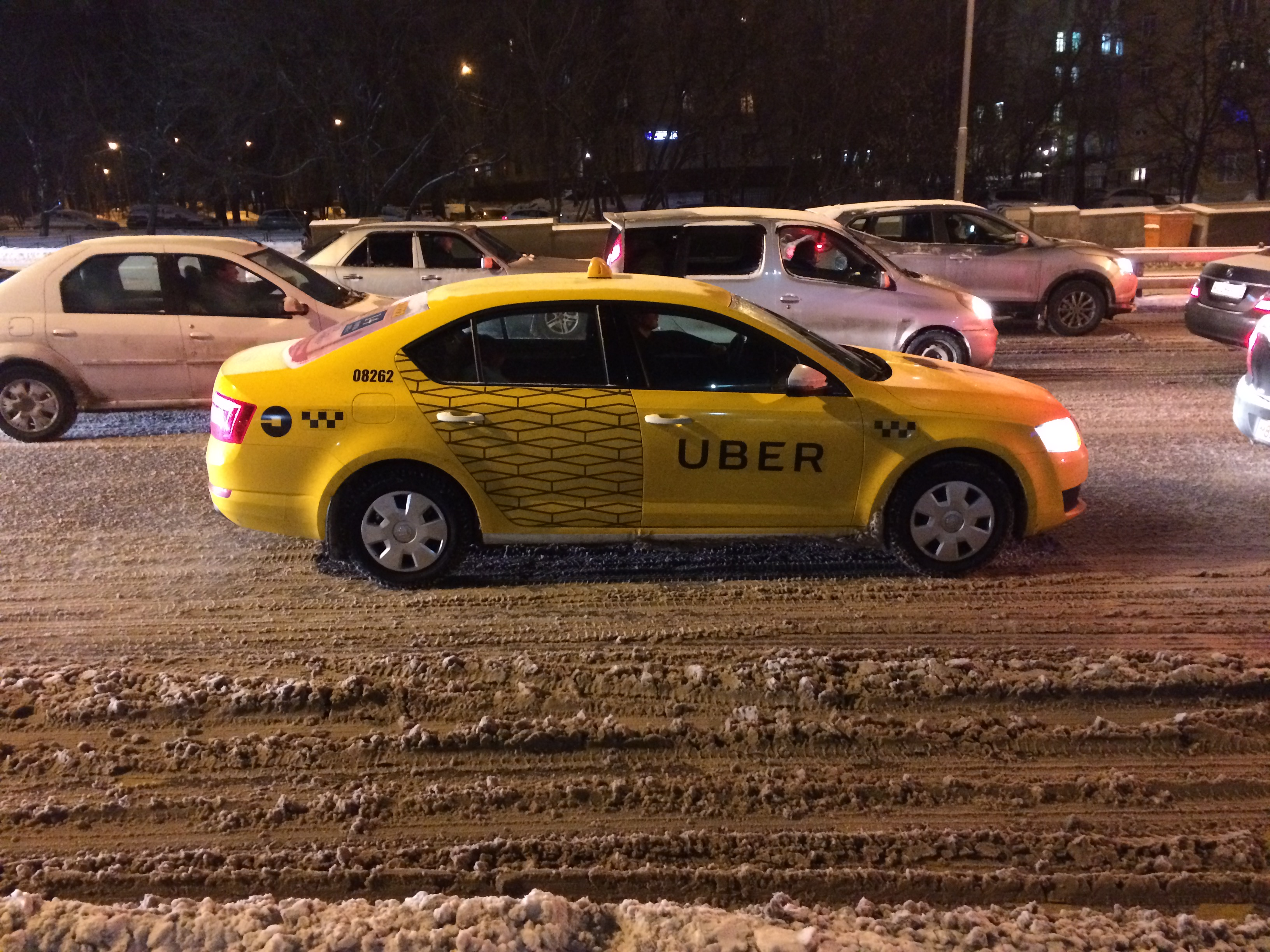
モスクワの黄色いUber車両

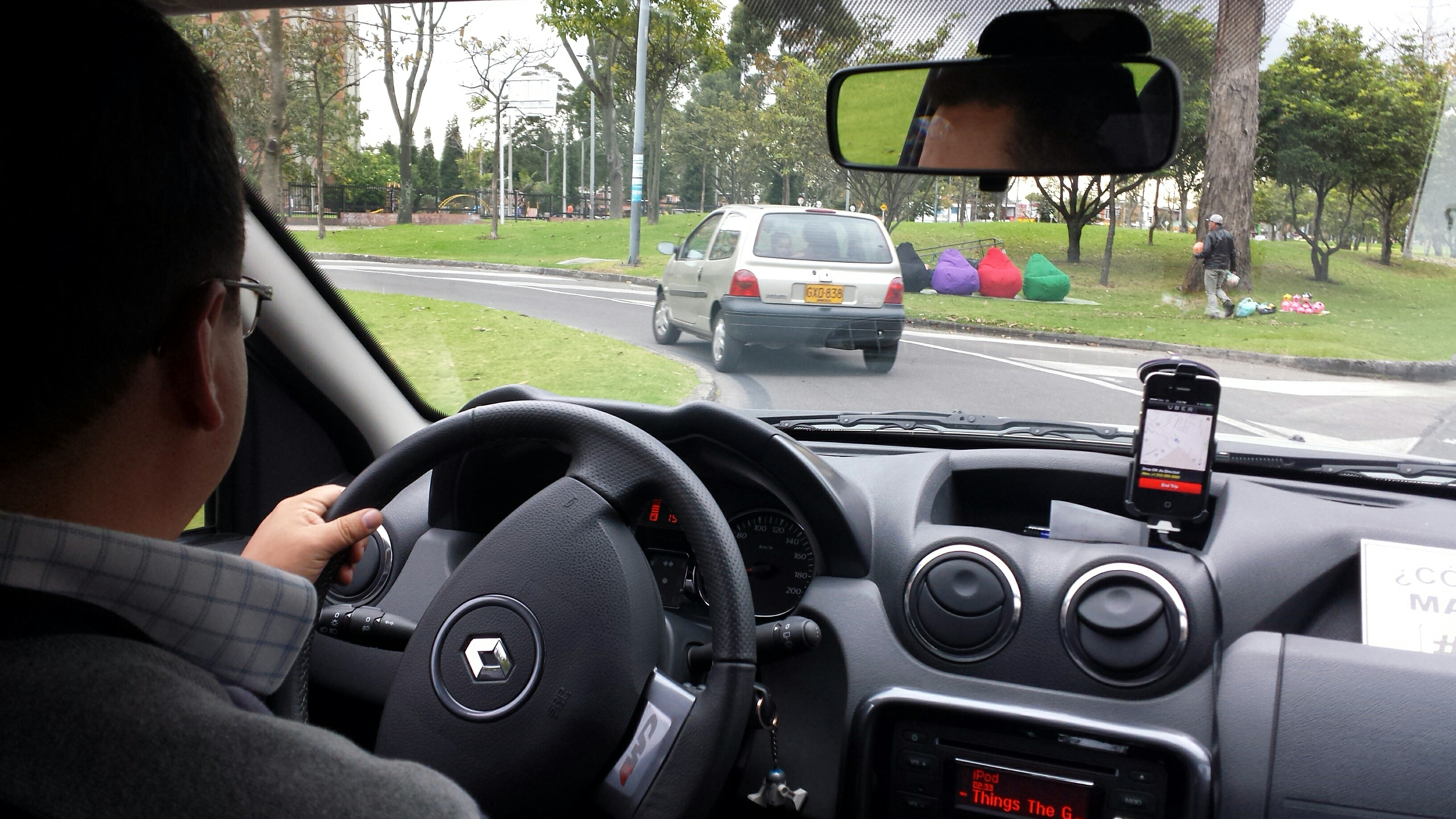
Uber運転手と、ダッシュボード上に取り付けられたUberアプリをインストール済みのスマートフォン。コロンビアのボゴタ市

ウーバー・テクノロジーズ（英: Uber Technologies, Inc.）は、一般的にUber（ウーバー）として知られているアメリカ合衆国のテクノロジー企業である。同社のサービスには、ライドシェア・フードデリバリー（Uber Eats）・宅配便（クーリエ便含む）・貨物輸送・ライムとの提携による電動自転車や電動スクーターのレンタルなどがある。同社はサンフランシスコに本社を置き、世界900以上の都市圏で事業を展開している。ギグエコノミーの最大手企業の一つである。
Uberは月間のアクティブユーザー数が世界中で9300万人を超えると推定されている。米国では、2021年2月時点でUberがライドシェア市場の68%、食品配達市場の21%というシェアを占めている。Uberはシェアリングエコノミーで突出しており、Uberが引き起こした各業界の変化は「ウーバー化（Uberisation）」とも称されている。スタートアップ企業が自社の事業を「○○分野のUber」と説明する例も多く見られる。
Uberは、運転手を独立請負業者として扱っている点や、タクシー事業の混乱、交通渋滞増加といった理由で批判されている。とりわけトラビス・カラニックがCEOだった時期の同社は様々な非倫理的慣行や現地の規制を無視したことで批判された。

## サービス概要
Uberは、乗客や積荷を運転手が運ぶ際の料金や条件を（その時の需給に応じて）決定している。そして同社が各運賃の分け前を取っていく仕組みである。Uberは変動料金制を採用しており、サービス時の需要と供給によって運賃が変動する。顧客には事前に運賃や配送料の見積もりが知らされる。
サービスは通常モバイルアプリ経由で依頼される。利用者は、名前、電話番号、その他の情報、支払いの優先順位（クレジットカード、電子商取引決済システム、現金など）といった個人プロファイルを設定する。サービスが完了すると、顧客にはドライバーにチップを渡す選択肢があり、それも顧客の支払い方式に従って請求される。
独立請負業者としての運転手の地位は未解決の問題である。運転手は車両（所有のほか、レンタルやリースも可）を提供する。運転手は、年齢・健康・車両の年式や種別といった各種要件を満たしたうえで運転免許証とスマートフォン（又はタブレット）を持っている必要があり、身辺調査に合格することが必要になる場合もある。多くの都市で、車両は年一回の安全検査に合格する必要があり、乗客席の窓にエンブレムを掲示しておく必要がある。一部の都市では、運転手にビジネス ライセンス所持が必要とされる。45分以上の移動となりそうな場合は、そのことが業務依頼の受諾前に運転手に通知される場合もある。各取引の後、運転手と顧客は相互評価を実施し、低評価のユーザーは以後断られる場合もある。

### サービスの選択肢
UberXがサービスの基本的レベルである。これは最大4人の乗客に対応する運転手つき車両での走行などである。Uberはそれ以外のレベルも様々な価格で提供している。具体的には、黒い高級車、新車やプレミアム級の車、レザーシート付の車、SUV、ミニバン、バン、ハッチバック、電気自動車、ハイブリッド車、オートバイ、三輪タクシー、実際のタクシー、同じ方向に行く他の乗客と一緒の低コストな共同輸送 (Shared transport)  (新型コロナウイルス流行期間は中断)、チャイルドシート車両、ペットの搬送、スペイン語話者の運転手を保証したもの、高齢者や身体障害を持つ乗客への補助がある車、車いすで乗降可能な車などがある。
介助動物付きの人は、法律による義務付けが（米国だと）あるためどんな種別のUberサービスも利用して構わない。
LimeBikeとの提携を通じて、利用者は電動自転車や電動スクーターをレンタルすることができる。
Uberは、米国にいる医療従事者に予約患者の往来輸送サービス（HIPAAに準拠）を提供している。スマートフォンを持たない患者は、メール文書や医療従事者の事務所を通じて乗降場所の情報を受け取ることができる.。
Uber Freightは、乗客と運転手のマッチングと同じ手法で、貨物荷主とトラック運転手をマッチングしている。
現地の事業者と提携して、Uberは1年のある時期限定で特定箇所でボート輸送を提供している。

## 歴史

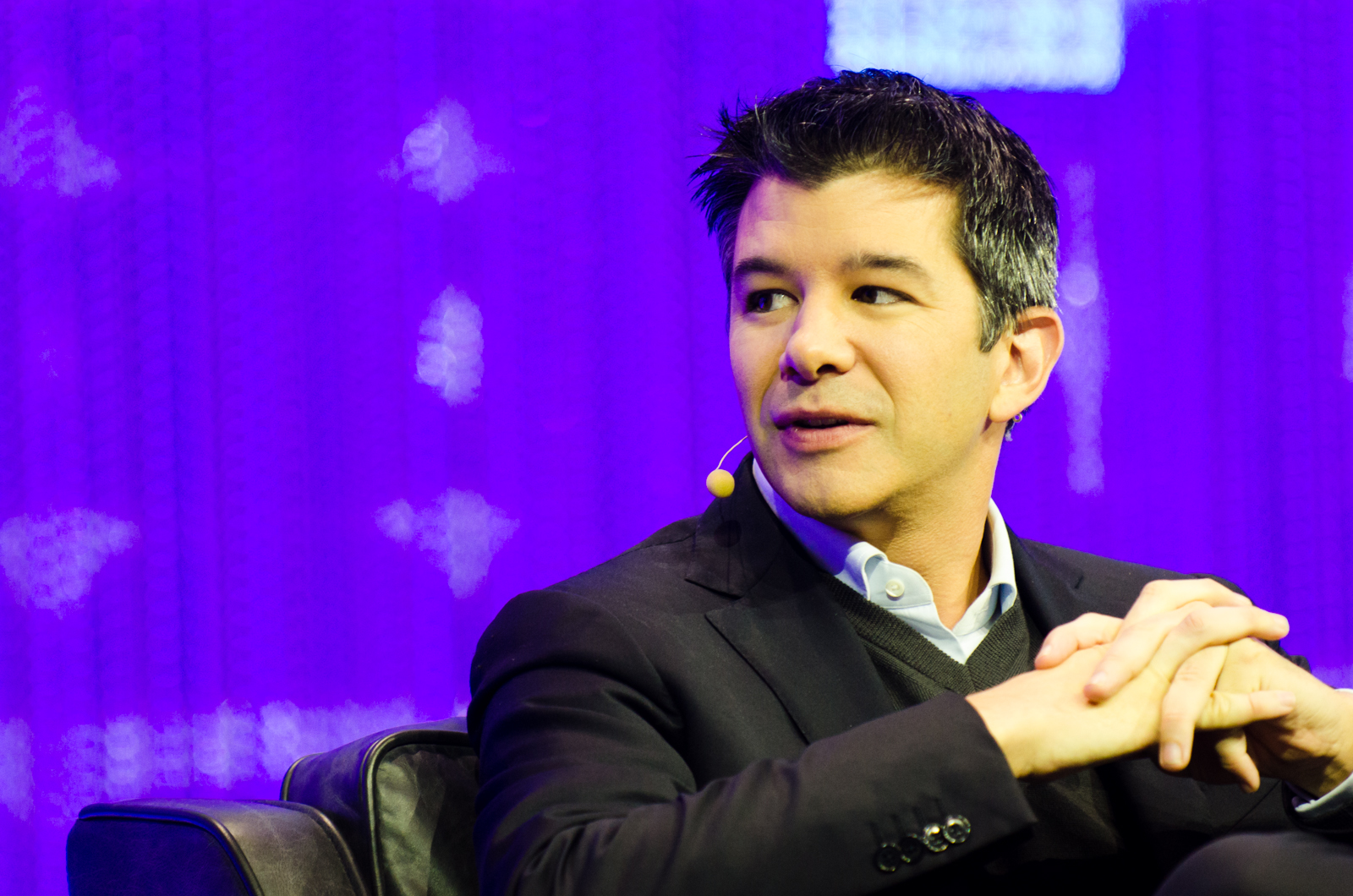
Uberの元CEOトラビス・カラニック。2013年当時

2009年、Uberはギャレット・キャンプ（コンピュータプログラマ。StumbleUpon共同創設者）とトラヴィス・カラニック（2007年にスタートアップ企業Red Swooshを1900万ドルで売却した人物。起業家。）によってUbercabとして設立された。
キャンプは友人とともに私設運転手を雇った時に800ドルものお金を費やしてしまった経験がきっかけとなり、直接輸送のコストを削減する方法を模索していた。彼は、経費を他人とシェアすれば価格を抑えられる、というアイディアを思いつき、それがUberという形になった。その試作版がキャンプと彼の友人達によって立ち上げられ、カラニックが会社の上級顧問役(mega advisor)に据えられた。
2010年2月、ライアン・グレイブスがUber最初の従業員となった。グレイブスはまずはゼネラルマネージャー役となり、始動直後に最高経営責任者（CEO）に任命された。 2010年12月、カラニックがCEOとしてグレイブスの後を継ぎ、グレイブスは同社の最高執行責任者（COO）となった。2019年までに、グレイブスは3,190万株を保有していた。
2010年5月のベータ版始動を経て、2011年にサンフランシスコでUberのサービスとモバイルアプリが正式に始まった。当初、このアプリが利用者に配車できたのは黒塗り高級車1台だけで、価格はタクシーの1.5倍だった。2011年、同社はサンフランシスコのタクシー事業者からの苦情を受けて、社名をUberCabからUberに変更した。
同社の初期の採用には核物理学者や計算論的神経科学者や機械の専門家などがいて、民間ハイヤー運転手に対する需要予測に取り組んでいた。2012年4月、Uberはモバイルアプリを介して利用者が通常のタクシーやUber 運転手を要請できるサービスをシカゴで開始した。
2012年7月、同社は身辺調査・登録要件・車両基準を条件に高級でない車両（自家用車含む）を人々が使うことが可能になる安価なオプションのUberXを導入した。2013年初頭までに、世界の35都市でこのサービスが運用されていた。
2013年12月、『USAトゥデイ』紙がUberを今年のハイテク企業に選出した。
2014年8月、Uberはサンフランシスコ湾岸地域の共有輸送サービスをするUberPOOLを立ち上げ、すぐに同サービスが世界じゅうの様々な都市で開始された。
2014年8月、Uberは食品配達サービスのUber Eatsを開始した。

2016年2月から2018年9月まで使用されたUberロゴ

2014年にUberは优步（Yōubù）という名称で中国での事業を開始していたが、厳しい競争に直面したため2016年8月、Uberは滴滴出行株式18%と引き換えに中国での事業を滴滴出行に売却した。
2017年8月、エクスペディアグループの前CEOダラ・コスロシャヒがUberのCEOに就任した。2017年7月、Uberは電子フロンティア財団から5つ星のプライバシー評価を受けたが、乗車終了後も顧客の位置を追跡するという方針が物議を醸して2017年9月にこの団体から厳しく批判され、同社はこの方針取り消しを余儀なくされた。
2018年2月、UberはCIS諸国での事業をYandex.Taxiと提携し、この新規事業に2億2500万ドルを投資した。2018年3月、Uberはグラブの株式27.5%と引き換えに東南アジアでのサービスをグラブの事業と合併させた。
2019年5月10日、Uberは新規株式公開（IPO）を通じて上場企業となった。上場するやUberの株価は11%下落し、米国IPO史上最大となる公開初日での下落幅を記録した。上場1か月後、バーニー・ハーフォード最高執行責任者（COO）とレベッカ・メッシーナ最高マーケティング責任者（CMO）が辞任した。Uberは2019年第1四半期に10億ドルの損失を計上し、同第2四半期の損失は52億ドルとなった。
2019年7月、マーケティング部門が1/3に縮小するも同社が引続き損失を出したことで、400人の整理解雇が行われた。エンジニアの採用は凍結された。2019年9月上旬、Uberはさらに従業員435人を（265人はエンジニア部門から、170人はプロダクト部門から）整理解雇した。
2020年1月、UberはCareemを31億ドルで買収した同月、ウーバーはインドのUber Eats事業をZomatoに売却し、Zomato株の9.99%を購入した。
2020年5月5日、新型コロナウィルス (COVID19) の流行期間にUberは従業員3,700人（全勤務者の約14%）を整理解雇する計画を発表した。同月18日、さらに3,000人超の人員削減と45件の事務所閉鎖が発表された。
2020年6月、Uberはマリン郡の公共バス事業局Marin Transitの保有するバスをオンデマンド管理すると発表した。この提携はUberにとって初のSaaS共同事業となる。
2020年7月、Uberは過半数所有のCornershopと提携して、ラテンアメリカ（中南米）・カナダ・マイアミ・ダラスでUberの食料品配達サービスを開始した。
2020年11月、Uberは58億ドルの損失を出したと発表した。
2020年12月1日、UberはPostmatesを26.5億ドルで買収した。

### 以前あった事業

#### 自動運転車両

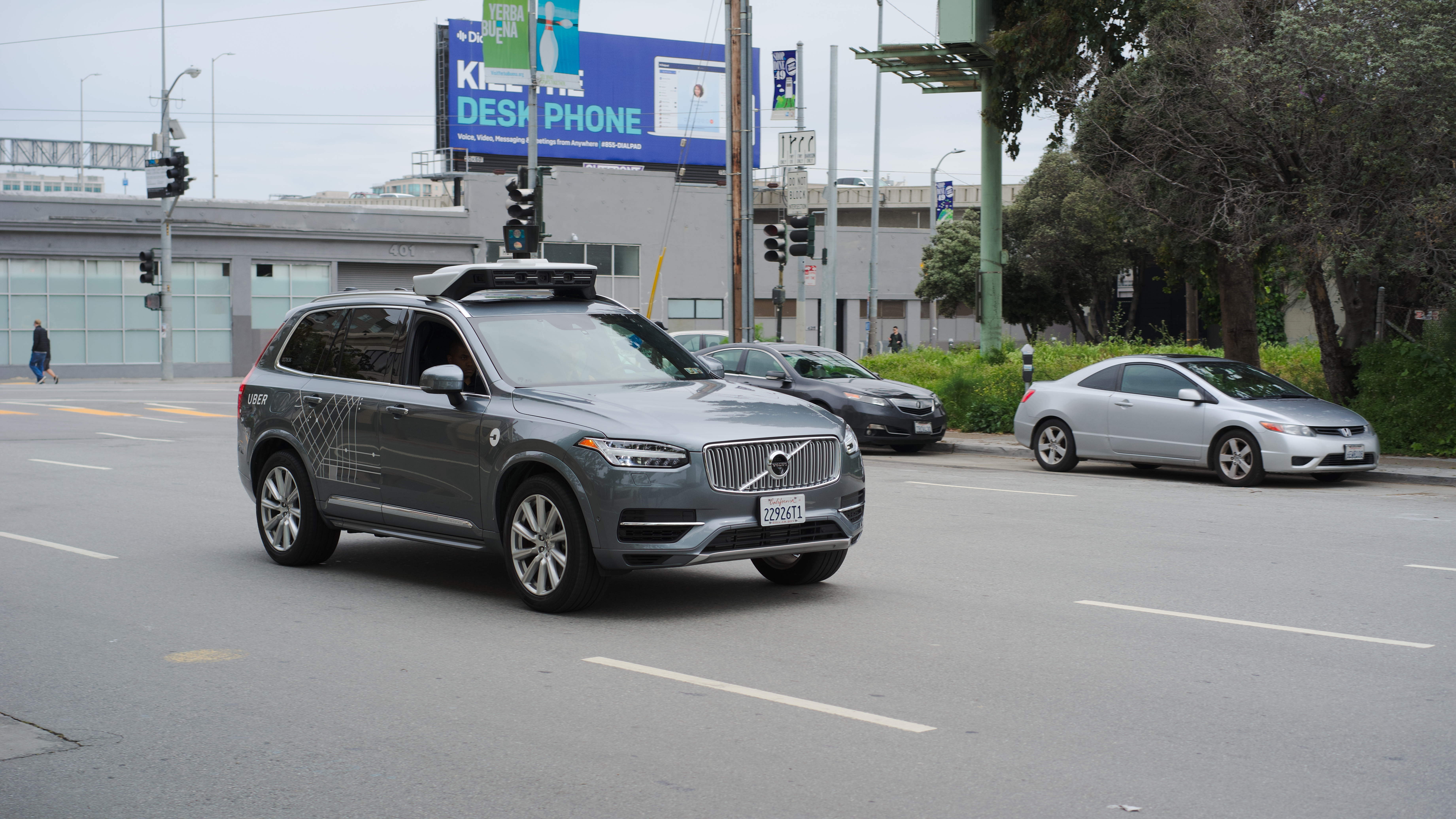
サンフランシスコで行われたUberの自律走行車両ボルボ・XC90

Advanced Technologies Group（Uber ATG）は、自動運転車を開発しているUberの子会社である。Uber ATGには、ソフトバンク・ビジョン・ファンド（SVF）、トヨタ、デンソーが少数ながら出資している。
2015年初頭、同社はカーネギーメロン大学のロボット学科から約50人を雇用した。
2016年9月14日、Uberはフォード・フュージョン車を複数台使ってピッツバーグで顧客を選別する最初の自動運転車サービスを開始した。各車両には、20台のカメラ、7台のレーザー、GPS、LIDAR、レーダー機器が装備された。
2016年12月14日、Uberは故郷サンフランシスコで自動運転ボルボ・XC90SUVの運用を開始した。同月21日、カリフォルニア州陸運局は、Uber が試験使用していた車両の登録を取り消し、カリフォルニアでの事業運用中止を余儀なくされた。2か月後、Uberはアリゾナ州に計画を移し、そこで車が乗客を迎えに行くことに成功したが、安全上の予防措置としてUber技術者2名が常に各車両の前部座席にいた。2017年3月、Uberの自動運転車が道を譲らなかった別の車両に衝突されて横転した。同年10月、Uberはテストドライバー1名だけで運用を始めた。
2017年11月、Uberは異なる種類のステアリング機構とブレーキ機構とセンサーを含む自律制御テクノロジーを受け入れる設計のボルボXC90 SUV車を最大24,000台購入する拘束力のない計画を発表した。
2018年3月、Uberの自動運転車による死亡事故 (Death of Elaine Herzberg) がテンピで起こった後、Uberの自動運転車試験は一時中断した。警察によると、この女性は通りを横断しようとしてUber車両に轢かれ、車両のUberエンジニアは携帯電話でビデオを見ていた。Uberは被害者遺族と和解した。車か被害者のどちらに過失があるかについては現地当局で意見が揃わなかった。2018年12月、現地の承認を受けた後Uberはピッツバーグとトロントで、日中かつ低速のみでの自動運転車試験を再開した。2019年3月、Uberは先の死亡事故に関して刑事責任を負わないことがヤヴァパイ郡地方検事局から明言された。同社は自動運転車への取り組み方を変更し、Uberの配車ネットワーク上で車両を運用させるべくウェイモとゼネラルモーターズ双方の自動運転車部門を招聘した。2020年2月、Uberは自動運転車の許可を再び取得し、サンフランシスコで試験を再開する計画を発表した。
2019年初頭、Uberは自動運転車の研究開発に月額2,000万ドルを投じた。ただし、自動運転車の事業費が四半期あたり2億ドルにもなるとする資料もある。
2021年1月、Uber ATGはAurora社に買収され、Uberは4億ドルをAuroraに投資した。

#### 自律走行トラック
Uberは自律走行トラックの開発に9億2500 万ドル超を投じた後、2018年7月に同事業を中止した。2016年にUberはOttomotto LLCを6億2500万ドルで買収した。Google関連会社が所有するウェイモによって提訴された2017年2月の訴訟によると、元Google従業員のアンソニー・レヴァンドフスキは、Uber に買収されたOttoを見つけるため辞任する前に「ウェイモの青写真を含む機密性の高いファイルおよび企業秘密ファイル9.7GBをダウンロードした」と報じられている2017年5月の裁定では、Uberはウェイモに文書を返却することが義務付けられた。裁判は2018年2月5日に始まり、同月8日に、Uberがウェイモに2億4400万ドルのUber株式を提供し、ウェイモの知的財産を侵害しないとの合意による和解が発表された。

#### 空輸サービス
2019年、HeliFlite社と提携してUberは米国でマンハッタンとジョン・F・ケネディ国際空港を結ぶヘリコプター空輸タクシー事業を手掛けた。HeliFliteによる運航で、Uber Copterは約8分間の飛行を乗客1名あたり約200ドルで提供していた。
UberのElevate部門は、VTOL航空機を使用した短距離飛行を提供するUberAirを開発していた。 2020年12月、ジョビー・アビエーションがUberElevateを買収した。

#### Uberワークス
2019年10月、Uberは非正規雇用を希望する労働者と企業をつなぐUberWorksを立ち上げた。 このアプリは当初シカゴでのみ利用可能だったが、2019年12月にマイアミに拡張された。このサービスは2020年5月に突如停止された。

## 日本におけるUber
日本では、2013年9月に日本法人「Uber Japan株式会社」が第2種旅行業者として登録され、同年11月より台数限定でのトライアルサービスを行い、2014年8月より東京都内全域で本格的にタクシーの配車サービスを開始。その後、青森市・仙台市・郡山市・横浜市・名古屋市・京都市・大阪市・神戸市・広島市・福岡市などでもタクシーの配車が利用可能になっている。また、2015年2月には、福岡市において諸外国同様に一般人が自家用車で運送サービスを行う「みんなのUber」のテストを開始するが、国土交通省から「自家用車による運送サービスは白タク行為に当たる」として、サービスを中止するよう指導が入り、同年3月にサービスを中止した。
2015年10月4日、リサイクル可能な衣類を回収して東北に届けるというチャリティーイベント「UberRECYCLE」を開催した。イベント期間中、対象エリア内でウーバーのアプリを開くと、配車に加え「RECYCLE」メニューが出現し、前日に講習を受けてドライバーアプリをインストールしたボランティアドライバー（一般人）が自家用車で向かい、衣類を回収するというもので、ウーバードライバーの体験ができた。
2015年10月20日、国家戦略特区諮問会議で、当時の内閣総理大臣であった安倍晋三は「過疎地などで観光客の交通手段として、自家用自動車の活用を拡大する」と述べ、一般の人が自家用車で有償送迎する「ライドシェア（相乗り）」を可能にする規制緩和を検討するよう指示したが、対象は地方を中心とする国家戦略特別区域であるため、日本で一般ドライバーによる、本来のUberサービス開始時期は未定である。
2016年5月25日、トヨタ自動車とライドシェア領域における協業を検討する旨の覚書を締結した。5月26日には、京都府京丹後市のNPO法人がUberの仕組みを採用して、一般人による有償旅客輸送を開始した。これに対し、タクシー業界側は対抗手段として京都市内の事業者が営業所を開設している。
2020年7月3日、Uber Taxiは東京都内でサービスを開始した。対象範囲は千代田区・中央区・港区・新宿区・文京区・台東区・墨田区・江東区・品川区・目黒区・渋谷区全域と世田谷区の一部エリアがサービスエリアとなっている。迎車料金は各タクシー会社規定料金を徴収する。

## 批判

### 運転手の扱い

#### 独立請負業者という分類
法律で別途要件のない限り、運転手は一般的に独立請負業者であり、従業員ではない。この指定が税制や勤務時間や残業手当に影響を及ぼしている。雇用法（日本でいう労働契約法）の下で「従業員」とみなされる権利と救済を受ける資格があると主張する運転手たちによって、複数の訴訟が起こされている。 しかしながら、運転手たちは従業員には一般的ではないある種の柔軟性（時間拘束の少なさ等）を享受している。
2013年8月16日、カリフォルニア州の地方裁判所で行われたオコナー対Uber Technologies裁判で、Uber運転手はカリフォルニア州労働法に従って従業員に分類され、ガスや車両メンテナンス費用といった事業費の払い戻し（経費精算）を受けられて然るべきだと主張した。2019年3月、Uberは訴訟を解決するため2000万ドルを支払うことに合意した
2016年10月28日、アスラム対Uber BV訴訟にてロンドン中央雇用裁判所は、Uber運転手が自営業者ではなく「労働者」であり、1998年の英国最低賃金法に基づく最低賃金、有給休暇、その他の権利を受ける資格があると判断した Uber運転手2人は、GMB組合の支援を受けてロンドンの運転手たちを代表して雇用裁判所に試訴（判例となる訴訟案件）を持ち込んだ。Uber は英国最高裁判所に上告し、2021年2月に同裁判所は、運転手が自営業者ではなく労働者として分類されるべきであるとの判決を下した。Uberの運転手は、最低賃金、休日の賃金、および判決における差別からの保護を受ける権利を獲得した。 以前の訴訟3件で敗訴した後、同社はその運転手が独立業務請負人であると主張して最高裁判所に上告した。
2018年4月、カリフォルニア州最高裁判所は、配達会社Dynamexが自社の配送ドライバーを従業員ではなく独立請負業者だと分類するのは誤りだとDynamex西部事業対上級裁判所で判決を下した。これが最終的に2019年9月11日にカリフォルニア州での法案通過 (Assembly Bill 5) につながり、任務遂行者を従業員に分類するのならば最低賃金保護と失業給付が必要とされるかなどを判断する試験をもたらした。 2019年12月、UberとPostmatesはカリフォルニア州を訴え、AB5は違憲であると主張した。2020年、彼らはカリフォルニア州の提案 (2020 California Proposition 22) を支持する活動に数千万ドルを投じ、それが議会通過して、運転手を「独立請負業者」として分類するAB5の特例が認められ、雇用主は上述の提供を免除された。
2019年11月、ニュージャージー州の労働当局は、運転手は従業員に分類されるべきもので延滞失業と障害保険税について罰金6億5000万ドルを科すと裁定した。

#### 最低賃金法の遵守
ニューヨーク市などの一部管轄区で、運転手たちには最低賃金が保証されている。こうした法律がないと、多くの運転手たちが得る収入は最低賃金よりも少ないことが複数の分析で示されている。経済政策研究所の2018年5月報告書によると運転手たちの平均時給は9.21ドルであることが判明した。賃金が乏しいとの報道は、『Profil』誌、『Trend』誌、『ガーディアン』紙で発表されている。2017年の報道では、主に低賃金のため1年経ってもこうした働き方をしているUber運転手は4%だけだったと主張した。
しかし、2019年の調査では「ドライバーは柔軟性の低い取り決めで2倍以上の剰余金（黒字）を得ている」ことが判明した。

### 安全上の課題と問題
犯罪はライドシェア運転手によって行われるだけでなく、自分の車にステッカーを貼ったり乗客の期待に沿った運転手だと主張することで、その車を疑わずに乗り込む乗客を誘いこむライドシェア運転手を装った個人によっても行われている。後者はサマンサ・ジョセフソン殺害事件が起こって、彼女の名を冠したサミ法 (Sami’s Law) の導入に繋がった。この訴訟では、ライドシェア企業が性的暴行を防ぐための必要な措置を講じなかったと断じられている。2016年2月、カラマズーで6人が死亡した銃乱射事件 (2016 Kalamazoo shootings) はUber運転手によって実行された。Uberは身辺調査の件で批判されたが、この運転手には犯罪歴がなく身辺調査では問題点が出てこなかった。
2017年11月、コロラド州公益事業委員会は同州の運転手57人が身分確認で違反していたと判明したことで、Uberに890万ドルの罰金を科した。この罰金額は、無資格運転手の勤務1日につき2,500ドルと同額である。
2017年9月、ロンドンにおけるUberの新たな許可申請は同社の手法や過去の行為（運転手の身元調査、診断書の取得、重大な刑事犯罪の報告に関する企業責任の欠如）を理由にロンドン交通局から却下された。2019年11月、ロンドン交通局はUberが運転手、保険、安全に関するチェックの問題に適切に対処できなかったという理由で、ロンドンで事業を行うUberの許可を更新しないと発表した。ロンドン当局が Uberの許可を削除する根拠の一部には、Uber運転手の アカウントが無資格の運転手によって使用されていたという証拠がある。2019年11月、身元を偽って他人の運転手アカウントを使用し、身辺調査の手続きを回避していた人達がいたことなどを理由に、ロンドン交通局はUberの認可を更新しなかった。
より安全な交通手段の代わりに自動車に乗る人の数が増加しているとして、シカゴ大学の研究は、ライドシェアを歩行者死亡を含む交通事故死者の増加に結び付けた。
ライドシェアは運転中の電話使用を推奨または要求することでも批判されている。運賃授受のため、運転手は通常だと通知が届いてから15秒以内に携帯電話の画面をタップする必要があり、つまりUberのドライバーたちは違法な「ながら運転」をUberから強要されている（近年ではながら運転は世界の多くの地域で法律で禁止されており、日本でもながら運転は違法であり厳罰の対象である。）
他にも多くの都市でライドシェア車両は乗客の乗り降りさせる際に自転車用レーンを日常的に塞いでおり、自転車利用者を危険に晒す行為となっている。
ライドシェア車両がタクシーよりも安全性が低いのか高いのかは不明瞭である。 米国の主要都市にはタクシー関連の事件に関するデータがあまり存在しない。ただしロンドンでは、Uber運転手の性的暴行事件がタクシーおよびUber運転手による同事件総数の20％を占めている
。

### 変動価格と価格操作の疑惑
変動価格制のため、要求された時の乗車需給に応じて同じルートでも料金が異なることがありうる。特定地域で乗車需要が高くなって、そこの地域が運転手不足になると運賃は上昇する。2012年のハリケーン・サンディ、2014年シドニー人質立て籠もり事件、2017年ロンドンテロ事件といった緊急時には、極端な追加料金が生じる結果となった。
米国では、請求する運賃を運転手が一切管理していない。このことは1890年シャーマン法違反にあたる取引上の違法な拘束だと、複数の訴訟案件が主張している。

### アクセシビリティの悪さ
ライドシェアは、公共交通機関と比較して障害者へのアクセシビリティ対策が不十分であると批判されている。
一部地域では、ハイヤー事業に車椅子対応バン（WAV）を一定量持っておくことが法律で義務付けられている。しかし（Uberに登録する）運転手の大半はWAVを所有しておらず、その法律を遵守することは難しい。
企業には介助動物を搬送する厳格な要件があるが、Uber運転手が介助動物の搬送を拒否して、これが米国の障害を持つアメリカ人法違反にあたると批判されている。ある事案では訴訟沙汰となり、裁判外紛争解決手続という結果に至った。
2022年7月18日、アメリカの司法省はUberが車に乗車する際に2分以上かかる障害者の乗客に対して待機料金を請求しているが、この請求行為は障害者法に抵触していると指摘した。Uberはこの請求を開始した2016年以降の全ての乗客に対して、障害を理由に車に乗車するのに追加の時間が必要と証明した場合はその同伴者を含む待機料金を返金すると共に今後これらの乗客には待機料金を請求しないことを発表した。

### 反トラスト価格操作の疑惑
Uberは幾つかの反トラスト法違反事件の対象である。一般的に反トラスト法では、事業会社内での価格設定活動が許されているが、企業の垣根を越えたものは禁止と定めている。Uber は消費者に直接サービスを提供してはいない。代わりに同社は運転手と乗客を結び付けて、サービス条件を設定したり運賃を徴収している。
反トラスト法の企業免除は、従業員など会社が直接管理権を持つ構成員団体に厳密に適用される。Uberはいずれの反トラスト法問題の訴訟もうまく回避している。マイヤー対Uber Technologies, Incの訴訟も、裁判外紛争解決手続へと移すことに成功した
Uber・Lyft・Handy・Amazonホームサービス・ドアダッシュ・インスタカートといったごく短時間な非正規雇用オンラインマーケットプレイスは、雇用側が雇用主の標準的な義務を負わない単発仕事を両者間で扱いながらも雇用事業者 はそれ自身の利益のために労働市場全体を運営するという手法を完成させており、一部の反トラスト専門家はこれを「営利目的の雇用集会場（for-profit hiring hall）」と呼んでいる。
Uber運転手は従業員ではないため、運転手と客とが取引する条件をUberが設定すること（顧客に請求する価格を操作する等）は1890年シャーマン法の取引制限違反に該当するとの説もある。Uberが共同謀議での価格操作なのか、またその価格操作が横並びであるかといった問題は、裁判でまだ解決されていない。Uberは「法律は我々の味方であると考えており、その理由として反トラスト機関が4年にわたりこれを問題提起しておらず、米国で同様の訴訟は起きていません」と公言している。

## 不祥事
物議となった事案の多くは、カラニックCEO時代（2010 - 2017）のものである。具体的には以下のものがある。

### 対決主義
トラビス・カラニックが率いていた頃のUberは、規制当局を含め障害に対処するにあたって攻撃的な企業戦略を敷いていた。2014年に「君達（従業員）は私が言うところの対決主義（principled confrontation）を持つ必要がある」とカラニックは述べた。Uberの戦略は一般的に、現地の規制などお構いなしに都市で運用を開始することだった。 規制当局の反対に直面した場合、Uberは自社サービスへの公的支援を呼びかけたりロビイスト団体を後ろ盾に政治活動に乗り出して、規制を変更していく方針だった。 例えば、2014年6月にUberは自社に否定的なバージニア州行政官のメールアドレスと電話番号を記載した通知を乗客利用者達に送信、その当局者にロビー活動を行うよう利用者達に指示しており、その行政官は何百もの苦情を受けることとなった。2017年11月に新就任したCEOダラ・コスロシャヒは、カラニックの「どんな手段を使っても勝つ」戦略の終了を宣言し、この企業に「我々は正しい事をする」などの新たな価値を植え付けた。Vice誌は、2019年カリフォルニア州法案 (Assembly Bill 5) でのUberの対応が「規制を無視したり対決するというUberの戦略が従来のまま残っている」と主張した。

#### 競合他社への攻撃
ニューヨーク市のUber従業員が競合他社のGettに乗車注文しては故意にキャンセルしたと主張する文書が漏洩し、2014年1月24日にUber社が謝罪した。Gett運転手たちの時間を浪費させて本来の顧客に対するサービスを遅らせることが、この虚偽注文の目的だった。
2014年7月にLyftがニューヨーク市に進出した後、Uberは参加者の「個人的な奮闘」に基づいた「高額手数料の機会」を提供するメールを複数の請負業者に送信した。この勧誘に応じた人達には、Lyftの事業開始計画や運転手募集に関する情報の収集部隊 （street team）を作ろうとしたUberのマーケティング管理者との会合が用意された。採用者にはUberブランドのiPhone2台（1台はLyftに識別された場合の予備）と、偽のLyftアカウントを作成するのに使える一連のクレジットカード番号が与えられた。参加者達は秘密保持契約への署名を義務付けられた。
2014年8月、177人のUber従業員が2013年10月以降に約5560回Lyft乗車を注文してはキャンセルしており、関与していた電話番号をたどった結果Uber採用者との繋がりがあることが判明した、とLyftが公表した。その報告書では、2014年5月26日-6月10日の間に300回乗車キャンセルしていた客が、Lyft運転手たちによりUber採用者だと特定されていた。Uberは謝罪しなかったが、今回の試みが金儲けを企んだ独立の当事者であることを示唆した。

### 運転手を誤解させる
2017年1月、Uberは米国政府に2000万ドルを支払うことに合意して、収益可能性について運転手らを誤解させているという連邦取引委員会の告発と和解した。

#### 運転手による過少報酬の告発
2017年、運転手の弁護団がクラスアクションを起こし、運転手に権利付与されている項目の80％をUberが提供していないと告発した。
2017年5月、ニューヨークタクシー労働者同盟（NYTWA）が同市の連邦裁判所にクラスアクションを起こした後、Uberは手数料の総額を再計算して、ニューヨーク市の運転手にこの2年半で数千万ドル規模の過少支払いがあったことを認めた。Uberはこの未払額に利息を付けて支払うことに合意した。

### タクシーストライキ期間に運行
2017年1月下旬、ニューヨーク市で大統領令13769号に抗議するタクシーストライキ期間に運賃を徴収していたことで、Uberは（GrabYourWallet活動の団体から）批判の標的にされた。Uberは、入国時に難民が拘留されていたJFK空港発での急騰価格を控えていた。カラニックが政権の経済諮問委員会に加わったため、Uberが標的にされた。抗議として#DeleteUberというソーシャルメディア活動が起こり、約20万人の利用者がアプリを削除する事態となった。その後アカウント削除した元利用者にはUberの声明が電子メールで送信され、同社は難民を支援しており、カラニックの委員会入りは（トランプの）政権支持ではないと主張した。2017年2月2日、カラニックは同委員会を辞任した 

### 自社開発ソフトの悪用

#### Greyball
2014年より、Uberは自社ソフトウェア「Greyball」を使って、サービスが違法な地域にいる法執行官の乗車を回避していた。現実には存在しない「ゴーストカー」をUberモバイルアプリで対象の個人に表示させ、実在の運転手らにはそれら個人によって要求された乗車をキャンセルさせる手法で、Uberは自社サービスが違法とされる地域にいる既知の法執行官を乗車させないようにすることが可能だった。2017年3月3日の『ニューヨーク・タイムズ』記事がUberのGreyball使用を公表し、それをポートランド・オーストラリア・韓国・中国の市条例執行官を回避する方法だと説明した。この報道への回答として当初、Uberは利用規約違反者（おとり捜査に関与する人達も含む）の乗車を拒否するために設計されたものだと主張していた。Uberによれば、Greyballは「乗客個々に対して標準の都市地図アプリを非表示にして別バージョンを表示させる」ことが可能だと言う。報道によると、UberはGreyballを使って、利用者が政府機関付近で頻繁にアプリを開いたりしていないかに着目したり、利用者のソーシャルメディアにある個人情報や、Uberアカウントに関連付けられたクレジットカードから法執行官を特定していたという。
この記事から数日後の3月6日、ポートランド運輸局が「UberはGreyballを使って運輸局役員を意図的に回避し、同執行官による乗車要求29件を拒否した」との調査結果を発表した。この監査発表を受けて、ポートランドの警察長官はUberに対して同ソフト使用で規制当局を回避している方法に関する情報を提出させる方針を示唆した。3月8日にUberは政府の規制当局を妨害するためにGreyballを使っていたことを認め、この目的での使用をやめると宣誓した。2017年5月、現地の法執行活動を回避する目的でUberがGreyballを使用した件で米国司法省が犯罪捜査を開始した。

#### Ripley
警察によるUberブリュッセル事務所へのガサ入れ捜査が行われた後、2018年1月のブルームバーグニュース報道が「Uberが海外で警察のガサ入れを邪魔する目的でRipleyを日常的に使用していた」と伝えた。Ripleyは一種のパニックボタンシステムで、ガサ入れ捜査の時にコンピュータのロックや電源オフ、パスワードを変更してしまうものだった。2015年春から2016年後半までに、Uberはこのボタンを少なくとも24回使用したと伝えられている。

#### God View
2014年11月19日、アル・フランケン上院議員がプライバシー懸念の書簡を当時のCEOカラニックに送達している。その懸念とは社内データの内部的な誤用、特に「God View（神の視界）」と通称される顧客の動きを追跡するUber従業員の職権に関するものだった。2011年、Uber職員がこの機能を使って報道記者や政治家を追跡していること、またこの機能を娯楽目的で使用していることをあるベンチャー投資家が明らかにした。職員達はUberに追跡されることを対象人物に肯定的な評価だと見なしていたという。

### セクハラ疑惑に絡む経営陣の退陣
2017年2月、元Uberエンジニアのスーザン・ファウラーは上司からセクシャル・ハラスメント (セクハラ) を受け、その後この事案を報告しようとしたところ別の上司から解雇含みの脅迫を受けた。カラニックCEOはこの問題を認識していたと報じられている。
Uberは元司法長官のエリック・ホルダーを招聘して調査を行い、またUber取締役員のアリアナ・ハフィントンが調査を監督した。
2月27日、Uberエンジニア担当の副社長幹部アミット・シンハルがGoogle副社長時代（2015）に起こしたセクハラ事案の告発を開示していなかったと分かり、彼は辞任を余儀なくされた。
同年6月、Uberは調査の結果20人以上の従業員を解雇した。カラニックにはUberから無期限の出勤停止処分が下ったが、投資家からの圧力を受けて彼は1週間後にCEOを辞任した（カラニックが同社の取締役会を辞任したのは2019年）。
2019年、カラニックは会社の取締役会を辞任し、彼の所有株を売却した。

#### 醜聞とエイミル・マイケルの退社
2014年11月の私的な夕食会で副社長幹部のエミル・マイケルは、100万ドルの予算を組んでUberが敵対する研究者と報道記者の一団を雇い、Uberについて否定的に報道したメディア関係者の個人的な生活と背景について「醜聞をかき集める（Dig up dirt）」ことを提案した。具体的には、2014年10月の記事でUber広告における性差別と女性蔑視を非難したPandoDailyの編集者サラ・レイシーを標的に定めた。マイケルは公的に謝罪を表明し、レイシーには個人的な電子メールで謝罪して、Uberは断じて計画を実際に移すつもりはないと主張した。ソウルにおける女性同伴カラオケバーでの醜聞やインドにおける強姦被害者の医療記録への疑問視など、マイケルが関与するスキャンダルが相次いだ後、彼を擁護していたと伝えられるカラニックが辞任した2017年6月に、マイケルは会社を辞めた。

#### 被害者との和解
2018年8月、Uberは作業員480人に総額700万ドルを支払うことに合意して、性差別、セクハラ、敵対的な労働環境の告発と和解した。

### データ漏洩の公表遅延
2015年2月27日、Uberはその9カ月以上も前にデータ漏洩があったことを認めた。運転手5万人分の氏名やナンバープレート情報が流出し、Uberは2014年9月時点でこの漏洩に気付いていたが、5カ月以上待ってから流出した本人たちにそのことを伝えた。
2017年11月の発表では、さらに運転手60万人と顧客5700万人分の個人情報が2016年に漏洩していたことが明らかとなった。このデータには、氏名・電子メールアドレス・電話番号・運転免許証情報が含まれていた。ハッカーは前回の流出情報を使ってUber開発者のGitHubデータにアクセスしており、利用者や運転手のアカウント情報を含む様々なデータを抜き取っていた。Uberは盗まれたデータを削除するという約束で、ハッカーに10万ドルの身代金を払っていた。
このデータ漏洩を隠蔽していたことでUberは批判を浴び、（カラニックに代わって就任した）CEOコスロシャヒが公的に謝罪することになった。2018年9月、この案件でUberはデータ漏洩の多国間和解としては最大となる1億4,800万ドルを連邦取引委員会に支払うこととなり、消費者の個人情報への内部アクセスが常に綿密に監視されているという自社の主張が誤りだったと認めたほか、消費者データに合理的なセキュリティを提供する約束を果たせなかったと述べた。2018年11月、Uberの英国支部も個人情報保護監督機関 (Information Commissioner's Office) から30万ポンド超の罰金を科された。

### オフショア企業を使った課税最小化
2017年11月のパラダイス文書では、Uberが納税を最小限にするべくオフショア企業を利用していた企業の一つであったことが判明した。

## データ

### 顧客サービス
経済学者のジョン・A・リストは、企業データを分析して顧客の問題と会社の対応が将来の顧客注文に及ぼす影響を調査した。例えば、乗車に9分かかると予測されたのに実際は23分かかったとする。分析によると、悪い経験をした人はその後Uberに費やす時間が最大10%少なくなり、収益が非常に大きく損なわれることが判明した。その後リストは、将来のUber使用におけるUberによる異なる反応の影響を実験した。一部顧客には単純な「陳謝」が行われた。他の人には会社が顧客を失敗したことを認めたり「二度とこうした事が起こらないようにする」との約束文を追加した。謝罪は顧客の維持には効果的でなかった。5ドルの割引券が事業損失を少なくした。とはいえ、繰り返される悪い経験と謝罪は顧客をさらに遠ざけた。

### 男女による収益の違い
データ分析によると、男性運転手の方が女性よりも約7%多く稼いでいる。男性は（女性よりも）平均2.5%速い速度で運転するので、より多くの顧客にサービス提供していることが判明した。女性の乗客は平均4%のチップを与え、男性乗客は5%を与えていた。ただし、女性運転手は65歳以下であればもっと多くのチップを受け取っていたことが判明した。